# 노량대교 (경남)
노량대교(露梁大橋)는 대한민국 경상남도에 있는 다리로, 남해군 설천면과 하동군 금남면을 연결한다. 국도 제19호선을 구성하는 일반 국도 교량이다. 원래는 제2남해대교였으나, 2017년 말에 정식 명칭 결정을 열었지만 명칭 관련 분쟁으로 인해 2018년 2월 11일 최종적으로 노량대교로 확정되었다.

## 같이 보기
- 남해대교
- 국도 제19호선